# Hattendorf (Auetal)
Hattendorf ist ein Ortsteil der Gemeinde Auetal im Landkreis Schaumburg in Niedersachsen und mit etwa 550 Einwohnern einer der größeren Orte der Gemeinde.

## Geographie und Geschichte
Der Ort liegt zwischen Rehren und Antendorf. In Hattendorf entspringt die Bückeburger Aue. Am 1. März 1974 wurden die Gemeinden Antendorf, Escher, Hattendorf und Raden zur neuen Gemeinde Hattendorf zusammengefügt. Diese hatte jedoch in diesem neuen Zuschnitt nur für eine kurze Zeit Bestand. Bereits am 1. April 1974 wurde sie mit Rehren, Rolfshagen und Schoholtensen zur neuen Gemeinde Auetal zusammengeschlossen.

## Sehenswürdigkeiten und Vereine

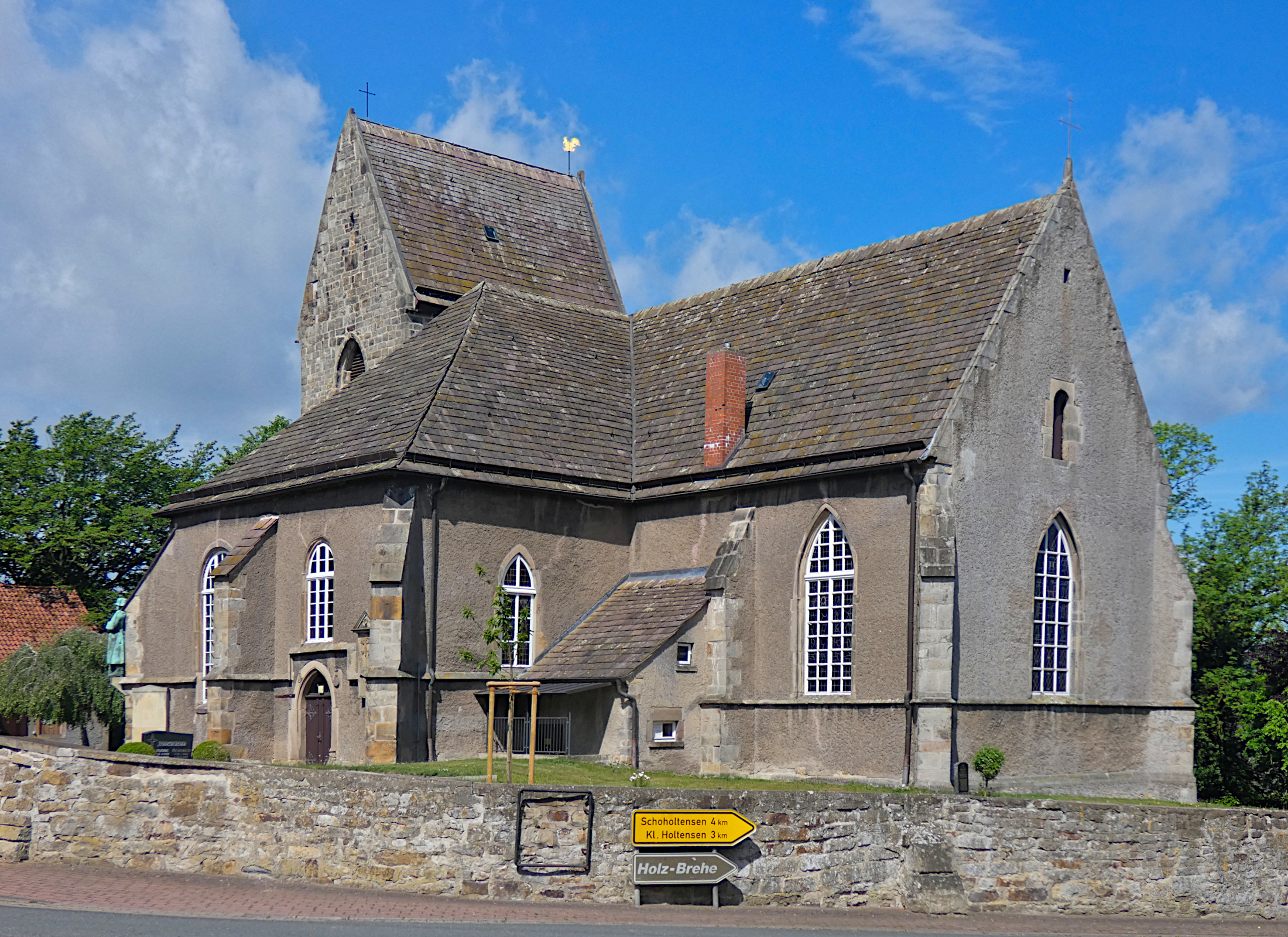
Die Kirche in Hattendorf

In Hattendorf befinden sich die um 1300 erbaute St.-Eligius-Kirche und das Auetaler Heimatmuseum.
Die Freiwillige Feuerwehr Hattendorf sorgt seit ihrer Gründung 1930 für den Brandschutz und die allgemeine Hilfe sowohl im Ort als auch im Auetal. Sie verfügt über ein TSF-W und ein Gerätewagen Logistik sowie ein Mannschaftstransportfahrzeug.
Seit dem Jahr 1965 gibt es einen Schützenverein mit Vereinsheim.
Auch sportlich ist Hattendorf auf der Landkarte zu finden. Der SV Hattendorf bietet verschiedene Sparten für sportliche Aktivitäten.
Die 1. Herren-Fußballmannschaft befindet sich in der Kreisklasse Schaumburg.

## Persönlichkeiten
- Johannes de Indagine (* 1415 in Hattendorf; † 1475 in Erfurt), deutscher Kartäuser, Prior, Reformtheologe und Autor theologischer Schriften
- Karl Nolle (* 1945 in Hattendorf), Unternehmer, Politiker und Mitglied des Sächsischen Landtags